# Jean Rémuzat
Jean Rémuzat, född den 11 maj 1815 i Bordeaux, död den 1 september 1880 i Shanghai, var en fransk flöjtvirtuos. 
Rémuzat blev elev till Tulou vid Pariskonservatoriet 1830. Han erövrade första priset två år därefter. Rémuzat lät nu med bifall höra sig på en mängd konserter. Han slog sig ned i London, där han blev förste flöjtist vid Her Majesty's Theatre. När denna teater upphörde 1852 återvände han till Paris och inträdde som soloflöjtist vid Théâtre Lyrique. Böhmflöjten begagnade han aldrig, utan vidhöll det gamla flöjtsystemet. Flera av hans flöjtkompositioner är utgivna i Paris och London.